# ایگور استراوینسکی
ایگور فئودورویچ استراوینسکی (به روسی: Игорь Фёдорович Стравинский) ‏ (۱۷ ژوئن ۱۸۸۲ – ۶ آوریل ۱۹۷۱)، آهنگساز روس است که به عقیده بسیاری یکی از تأثیرگذارترین و مهم‌ترین آهنگسازان قرن بیستم محسوب می‌شود.
«پرندهٔ آتشین»، استراوینسکی را به عنوان آهنگسازی جدید و هیجان‌انگیز به همه شناساند و «پتروشکا»، تحسین بیشتری برای او به‌همراه آورد. اما اجرای اثر منحصربه‌فرد دیگرش، «پرستش بهار» بود که جنجال بزرگی در دنیای موسیقی به‌راه انداخت و بحثهای داغی را در همه‌جا برانگیخت. تا به‌آن‌روز کسی هرگز چیزی شبیه به آن نشنیده بود. در کارهای بعدی او تغییرات چشمگیری به چشم می‌خورد.

## زندگی
ایگور استراوینسکی در ۱۷ ژوئن ۱۸۸۲ در لومونوسف روسیه در سواحل جنوبی خلیج فنلاند به دنیا آمد. این مکانی بود که خانواده ایگور ایام تعطیلات خویش را در آن سپری می‌کردند. او سومین فرزند از ۴ پسر خانواده بود. استراوینسکی روزگار طفولیت خویش را در سن پترزبورگ سپری کرد. پدرش فئودور استراوینسکی که اجدادش لهستانی بودند خواننده باس در اپرای سلطنتی سن پترزبورگ بود و مادرش آنا خولودفسکی پیانو را زیبا می‌نواخت. نزدیکی خانه به محل اپرای سن پترزبورگ سبب شد که ایگور زمانی که پدر اجرا داشت فرصت پیدا کند که در کنسرتها شرکت کند.
پدر ایگور علاوه بر صدای زیبا صاحب مجموعه‌ای عظیم از کتاب‌ها و نت نوشتهای با ارزش بود. مضاف بر این که رفت‌وآمد با موسیقیدانانی مانند کورساکف، موسورگسکی و بورودین سبب شد که ایگور در محیطی سرشار از موسیقی و هنر بزرگ شود.
ایگور نه ساله بود که شروع به آموختن پیانو کرد و به سرعت توانایی خواندن قطعات موسیقی را پیدا کرد. پدر و مادرش قصد نداشتند پسرشان موسیقیدان شود بنابراین او را ترغیب کردند که در مدرسه حقوق ثبت نام کند.

### دانشگاه و دیدار با کورساکف
ایگور استراوینسکی از سال ۱۹۰۱ تا ۱۹۰۶ در دانشگاه سن پترزبورگ درس حقوق می‌خواند، در همین زمان بود که به صورت خصوصی شروع به آموختن تئوری موسیقی کرد. در دانشگاه با ولادیمیر پسر ریمسکی-کورساکف آشنا شد. در سال ۱۹۰۲ ریمسکی-کورساکف به همراه خانواده تعطیلات تابستان را در هایدلبرگ آلمان سپری می‌کرد. ایگور که به همراه مادر و پدر بیمارش به آلمان سفر کرده بود فرصت یافت به بهانه دیدار دوستش، آهنگساز مشهور را ملاقات کند و تعدادی از آثارش را برای کورساکف اجرا کند. اگر چه آثار به مذاق آهنگساز کهنه‌کار خوش نیامد اما استراوینسکی را تشویق کرد که برای یادگیری هارمونی و کنترپوآن به‌طور خصوصی تحصیل کند.